# Malena Alterio
 Malena Grisel Alterio Bacaicoa  (Buenos Aires, 21 januari 1974) is een Argentijns-Spaanse actrice.
Haar vader is de acteur Héctor Alterio, en zijn broer Ernesto is een acteur ook.
1974, ging ze naar Spanje. Ze studeerde in het Escuela de Arte Dramático van Cristina Rota. Zij was zeer populair met de televisieserie Aquí no hay quien viva.

## Films
- Perdiendo el norte (2015)
- Cinco metros cuadrados (2011)
- Nacidas para sufrir (2010)
- Al final del camino (2008) ... Pilar
- Una palabra tuya, (2008) .... Rosario
- La torre de Suso, (2007) .... Marta
- Casual Day (2007) .... Bea
- Días de cine, (2006) .... Gloria
- Miguel y William, (2007) .... Magdalena
- Semen, una historia de amor, (2005)
- Entre nosotros (2005) .... Patricia
- Las voces de la noche, (2003) .... Julia
- Torremolinos 73, (2003) .... Vanessa
- Cásate conmigo, Maribel(2002) .... Nini
- El Balancín de Iván (2002) .... Eva
- Mezclar es malísimo(2001) .... Julia
- El Palo, (2001) .... Violeta "Pecholata"

## TV
- La que se avecina (2007)
- Aquí no hay quien viva (2003-06)
- El Comisario (2003)
- Hermanas (1998)

## Theater
- Charitys (1996).
- Musicantes (1996).
- Náufragos (1997).
- Lorca al rojo vivo (1998).
- La barraca (1998).
- Encierro (1999).
- La pastelera (1999)
- El obedecedor (2000)
- Rulos (2001).
- Дядя Ваня, (2008).

## Prijs
- 2001, Goya (filmprijs), Beste vrouwelijke debuterende acteur El palo (nominatie)
- 2004, Festival Internacional de Cine Independiente de Ourense, Beste vrouwelijke hoofdrol, El Balancín de Iván (winnaar)
- 2003, Unión de Actores, Beste vrouwelijke bijrol, Aquí no hay quien viva (winnaar)
- 2004, Fotogramas de Plata, Beste vrouwelijke hoofdrol (TV), Aquí no hay quien viva (nominatie)
- 2004, Premios ATV, Beste vrouwelijke hoofdrol, Aquí no hay quien viva (winnaar)